# Allocerastichus doderi
Allocerastichus doderi är en stekelart som beskrevs av Masi 1924. Allocerastichus doderi ingår i släktet Allocerastichus och familjen finglanssteklar. Arten är reproducerande i Sverige. Inga underarter finns listade i Catalogue of Life.